# Фенериш (Бихор)
Фенериш (рум. Feneriș) насеље је у Румунији у округу Бихор у општини Покола. Oпштина се налази на надморској висини од 220 m.

## Становништво
Према подацима из 2002. године у насељу је живело 433 становника, од којих су сви румунске националности.